# L'enseveli de Tebesa
L'enseveli de Tebesa è un cortometraggio del 1910 diretto da Georges Hatot e Victorin-Hippolyte Jasset.

## Trama
Lo sceicco di nome Aroun, è innamorato della figlia di uno sceicco rivale. La rivalità tra i due ne impedisce l'unione. Aroun per organizzare un appuntamento con l'innamorata invia un messaggero, che però cade nelle mani dello sceicco rivale; costretto a rivelare l'identità del mittente. Saputo il nome, fa irruzione nel campo di Aroun e lo cattura; facendolo seppellire fino al collo in una buca scavata nella sabbia. Il messaggero, salva la ragazza portandola da Aroun; ma lui stremato muore tra le sue braccia.

## Conosciuto anche come
- Francia (titolo alternativo): L'enseveli de Tebessa
- USA: The Buried Man of Tebessa